# ديما الواوي
ديما الواوي (20 نوفمبر 2003) أصغر أسيرة فلسطينية في سجون الاحتلال الإسرائيلي تم الإفراج عنها في 24 ابريل 2016 بعد احتجاز دام 75 يوما بتهمة محاولتها طعن إسرائيليين قرب محافظة الخليل.

## الإعتقال
في التاسع من فبراير عام 2016 تم اعتقال الطفلة ديما الواوي قرب مستوطنة كرمي تسور على أراضي حلحول شمال مدينة الخليل.
ديما تم تحويل منذ أسرها إلى سجن هشارون بتهمة الشروع في القتل.
في بداية اعتقالها قدم مدعي الاحتلال بتحويل الطفلة لمركز اجتماعي تابع لوزارة الشؤون الاجتماعية، مع دفع غرامة مالية بقيمة 8000 شيكل، وإلزام عائلتها بالتوقيع على كفالة بقيمة 25 ألف شيكل.

## المحاكمة
أصدرت محكمة الاحتلال في عوفر الخميس قرارً بالسجن بحق الطفلة ديما إسماعيل الواوي بأربعة شهور ونص بتهمة محاولتها طعن إسرائيليين قرب محافظة الخليل مع التزام عائلتها بدفع غرامة مالية بقيمة 8000 شيكل.

## الإفراج عنها
في يوم 24 ابريل 2016 تم الإفراج عن ديما الواوي عند حاجز جبارة غربي مدينة طولكرم بالضفة الغربية بعدما أفرجت عنها سلطات الاحتلال الإسرائيلي عقب شهرين ونصف من الأسر.

## احتمال دخولها موسوعة غينيس للأرقام القياسية
أكد برغوث أنه يجب إدراج اسم الطفلة الواوي بموسوعة غينتس كأصغر أسيرة تتواجد داخل سجون الاحتلال اثنا عشر عاماً وشهرين وربما على مستوى العالم.